# Мышевское
Мышевское (укр. Мишівське) — посёлок, входит в Шаргородский район Винницкой области Украины.
Население по переписи 2001 года составляло 17 человек. Почтовый индекс — 23508. Телефонный код — 4344. Занимает площадь 0,087 км². Код КОАТУУ — 525380506.

## Местный совет
23507, Вінницька обл., Шаргородський р-н, с. Гибалівка, вул. Молодіжна, 4